# De Grau
De Grau (Ou Degras) est une localité située sur la péninsule de Port-au-Port de l'Île de Terre-Neuve, dans la province de Terre-Neuve-et-Labrador, au Canada. 

## Municipalités limitrophes